# Наввипередки з місяцем
Наввипередки з місяцем (англ. Racing with the Moon) — американська мелодрама 1984 року.

## Сюжет
Два друга, Генрі і Ніккі, живуть в невеликому провінційному містечку в Каліфорнії, часів Другої світової війни. Один з них зустрічає дівчину Кедді, в яку закохується, а другий намагається розібратися з вагітністю своєї подружки. Але зовсім скоро у них почнеться зовсім інше життя, тому що через кілька тижнів вони повинні відправитися на війну.

## У ролях
| Актор              | Роль                              |
| ------------------ | --------------------------------- |
| Шон Пенн           | Генрі Неш                         |
| Елізабет Макговерн | Кедді Вінгер                      |
| Ніколас Кейдж      | Ніккі                             |
| Джон Карлен        | містер Неш                        |
| Рутану Олда        | місіс Неш                         |
| Макс Шоуолтер      | містер Артур, викладач фортепіано |
| Кріспін Гловер     | Гетсбі хлопець                    |
| Барбара Говард     | Гетсбі дівчина                    |
| Боб Марофф         | Аль                               |
| Домінік Нардіні    | солдат                            |
| Джон Брендон       | містер Кайзер                     |
| Ів Брент           | місіс Кайзер                      |
| Сьюзен Адкінсон    | Саллі Кайзер                      |
| Шон Шеппс          | Гретхен                           |
| Чарльз Міллер      | Арні                              |
| Патриція Еллісон   | місіс Спенглер                    |
| Аль Гопсон         | Елмер                             |
| Майкл Медсен       | Френк                             |